# Benge (Washington)
Benge az Amerikai Egyesült Államok északnyugati részén, Washington állam Adams megyéjében elhelyezkedő önkormányzat nélküli település. A 2000. évi népszámláláskor 57 lakosa volt.
Benge postahivatala 1909 és 2002 között működött. A település névadója Frank H. Benge.

## Fordítás
- Ez a szócikk részben vagy egészben  a   Benge, Washington című angol Wikipédia-szócikk ezen változatának fordításán alapul.  Az eredeti cikk szerkesztőit annak laptörténete sorolja fel. Ez a jelzés csupán a megfogalmazás eredetét és a szerzői jogokat jelzi, nem szolgál a cikkben szereplő információk forrásmegjelöléseként.